# مصطفى تونسي
مصطفى تونسي واسمه الحركي سي محي الدين (27 سبتمبر 1939 - 23 يوليو 2018) هو كاتب وسياسي جزائري. كان ضابطا في جيش التحرير الوطني الجزائري.

## مسيرته
وُلد في 27 سبتمبر 1939 في مليانة، والده هو الطيب التونسي، المُنحدر من مدينة سيدي عيسى (الذرعان بولاية عنابة)، وهو شقيق علي تونسي، الذي شغل منصب المدير العام للأمن الوطني في الفترة من 1995 حتى اغتياله عام 2010.
سافر إلى مكناس بالمغرب، حيث التقى بوالده، النقيب المتقاعد، وجده عبد المجيد الزموري، وهو مزارع في مزرعة كبيرة. كان مصطفى عضوا في الاتحاد العام للطلبة المسلمين الجزائريين، وناشطا في جبهة التحرير الوطني، كما شارك في الإضراب الطلابي العام في 19 مايو 1956، ثم التحق بجيش التحرير الوطني في الولاية الرابعة. كان هناك برفقة شخصيات مهمة: أحمد بوقرة، ويوسف الخطيب، وعلي لونيسي، وبوعلام أوصديق. كان مسؤولاً عن إرساليات الولاية الرابعة وشارك في العديد من المعارك.
سُجن سنة 1961، وبعد عدة أشهر من الاعتقال، تمكّن من الفرار واتضم إلى لجيش التحرير الوطني.
بعد دراسة الاقتصاد في جامعة زغرب (في يوغوسلافيا سابقا)، بدأ حياته المهنية في الشركة الوطنية للصناعات الكيماوية (SNIC) كنائب للمدير العام في عام 1966. ثم أصبح مدير الإدارة العامة (DAG) في وزارة الزراعة في عام 1970، وفي عام 1976 تم تعيينه مديرًا عامًا لموقع الإصلاح الزراعي الشعبي (CPRA). وكان في الوقت نفسه مستشار وزير الزراعة محمد طيبي العربي.
بعد وفاة بومدين، طلب التقاعد المبكر في عام 1986.
وهو أيضًا عضو مؤسس لجمعية قدماء وزارة التسليح والاتصالات العامة، مع عبد الكريم حسني ومحمد بلال. مصطفى تونسي أحد الناجين من الولاية الرابعة التي كانت مسرحًا لمعارك دامية خلال ثورة التحرير الجزائرية.
توفي في 23 يوليو 2018 في الجزائر العاصمة.

## تشريفات وأوسمة
- وسام جيش التحرير الوطني الجزائري

## أعماله
| العنوان الأصلي (بالفرنسية)                                    | العنوان بالعربية                                | دار النشر                 | سنة النشر | عدد الصفحات | المرجع |
| ------------------------------------------------------------- | ----------------------------------------------- | ------------------------- | --------- | ----------- | ------ |
| Il était une fois la wilaya IV : ou l'itinéraire d'un rescapé | ذات مرة بالولاية الرابعة: مسار رحلة أحد الناجين | دار القصبة للنشر والتوزيع | 2008      | 204         | [ 2 ]  |